# Clossiana argenticollis
Clossiana argenticollis är en fjärilsart som beskrevs av Anders Jahan Retzius 1783. Clossiana argenticollis ingår i släktet Clossiana och familjen praktfjärilar. Inga underarter finns listade i Catalogue of Life.